# Pouy-de-Touges
 Pouy-de-Touges  là một xã thuộc tỉnh Haute-Garonne trong vùng Occitanie tây nam nước Pháp. Xã này nằm ở khu vực có độ cao trung bình 257 mét trên mực nước biển.